# KF Domosdova
Klubi Sportiv Domosdova Përrenjas was een Albanese voetbalclub uit Prrenjas. De club hield na het seizoen van 2017/18 op te bestaan. De club was destijds actief op het derde niveau, de Kategoria e Dytë.